# Oripoda punctata
Oripoda punctata är en kvalsterart som beskrevs av Baranek 1982. Oripoda punctata ingår i släktet Oripoda och familjen Oripodidae. Inga underarter finns listade i Catalogue of Life.